# Anddalsglupens naturreservat
Anddalsglupens naturreservat är ett naturreservat i Uppsala kommun i Uppsala län.
Området är naturskyddat sedan 2017 och är 91 hektar stort. Reservatet består av gammal barrskog med inslag av lövträd samt i mitten av reservatet en glup.